# Cajun-Küche

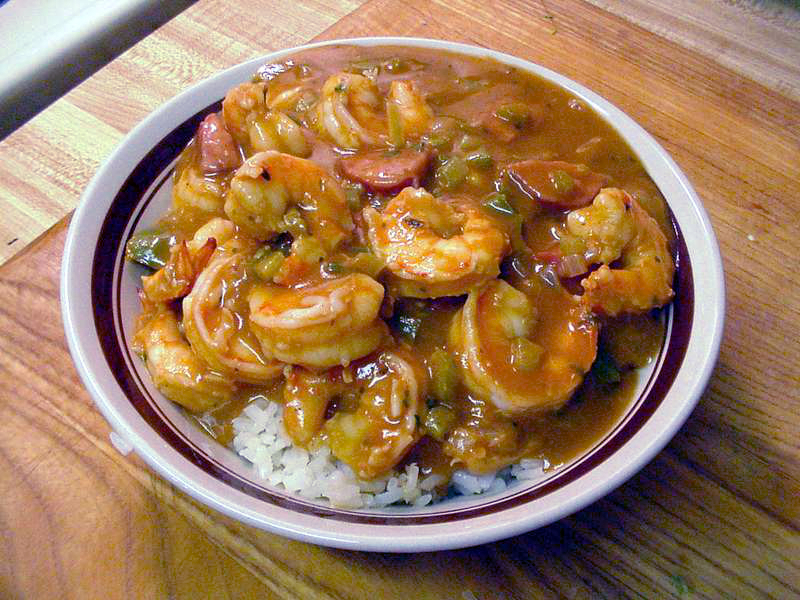
Shrimps-Gumbo mit Reis

Die Cajun-Küche (Anhörenⓘ) ist die Küche der Nachfahren von französischstämmigen Siedlern im US-Bundesstaat Louisiana, den Cajuns ([ˈkei.dʒəns̩] (Anhörenⓘ)). Es handelt sich hierbei um eine eher einfache und rustikale Küche aus lokal verfügbaren Zutaten. Eng verwandt mit der Cajun-Küche ist die kreolische Küche Louisianas, die einem etwas gehobeneren Kochstil entspricht, der sich in den Städten mit Schwerpunkt in New Orleans entwickelte.
Heute haben sich die Küchentraditionen in Louisiana stark miteinander vermischt, aber ursprünglich gab es die Cajun-Küche nur im Cajun Country, die kreolische Küche in New Orleans und im Norden Louisianas die traditionelle Südstaatenküche.

## Begriffsverwendung
Der Begriff Cajun-Küche wird heute oft unscharf für diverse Kochtraditionen im Bundesstaat Louisiana verwendet, darüber hinaus ist er seit den 1980er Jahren zu einem Modebegriff geworden, mit dem diverse Produkte und Spezialitäten der Region vermarktet werden. Die Autorin Marcelle Bienvenu weist darauf hin, dass die heute bekannte Cajun-Küche größtenteils erst im 20. Jahrhundert entstanden ist und sich stark von der ursprünglichen Küche der Cajuns unterscheidet. Bis dahin gab es viele Gemeinsamkeiten mit dem Soul Food der afroamerikanischen Bevölkerung im Süden der USA. Bis zum 19. Jahrhundert spielte Reis eine völlig untergeordnete Rolle, da in Louisiana erst nach 1865 in größerem Stil mit dem Reisanbau begonnen wurde.
Wirklich traditionelle Gerichte sind Jambalaya und Gumbo. Flusskrebse wurden erst nach dem Breaux Bridge Crawfish Festival im Jahr 1959 zu einer typischen Zutat der Cajun-Küche, vorher dienten sie allenfalls als Fastenspeise.

## Allgemeines
Sowohl die kreolische als auch die Cajun-Küche wurden von der französischen, spanischen, italienischen, afrikanischen und deutschen Küche anderer Einwanderer beeinflusst und an die im Mississippi River Delta vorhandenen Zutaten angepasst. Das typische Gericht Gumbo beispielsweise hat sich vielleicht aus der französischen Bouillabaisse weiterentwickelt, die Jambalaya hat Ähnlichkeit mit der spanischen Paella.
Im Cajun Country werden traditionell vor allem Schweine und Geflügel gehalten, weniger Rinder. Angebaut werden Mais, Okra, Chili, Zwiebeln, Knoblauch und verschiedene andere Gemüse. In einem Teil der Region wird Reis kultiviert. Außerdem spielt der Fischfang eine wichtige Rolle.
Im Frühjahr werden traditionell Flusskrebse zusammen mit Gemüse im Freien gekocht und gegessen (Crawfish Boil). Das gilt als besondere Delikatesse und ist ein Familienfest. Außerhalb von Louisiana hatte die Cajun-Küche lange Zeit den Ruf, eine Arme-Leute-Küche zu sein. Das hat sich seit den 1980er Jahren geändert; seitdem sind zahlreiche Cajun-Kochbücher erschienen, und es gibt Cajun-Restaurants auf der ganzen Welt. Der Koch Paul Prudhomme, der aus Louisiana stammt, hat eine modifizierte und neu interpretierte Art der Cajun-Küche in den USA popularisiert.

## Grundlagen

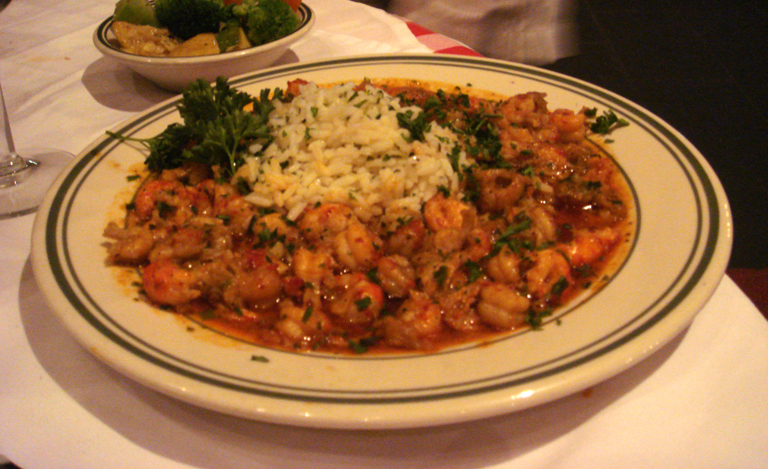
Crawfish Étouffée

Eine Cajun-Mahlzeit wird häufig in drei Töpfen zubereitet: Einer enthält das Hauptgericht, einer den Reis, das beliebte Maisbrot oder anderes Getreide und der dritte das Gemüse. Typisch sind aber auch Eintopfgerichte.
Eine wichtige Rolle in der Cajun-Küche spielen Gewürze wie beispielsweise Petersilie, Thymian, Knoblauch, Lorbeer, Schalotten und Filé-Pulver (gemahlene Blätter des Sassafrasbaums). Es sind auch fertige Cajun-Würzmischungen erhältlich. Die Cajun-Küche ist pikant bis scharf, es werden häufig die in Louisiana erfundene Tabascosauce oder andere Chilisaucen sowie Cayennepfeffer verwendet.

## Typische Zutaten

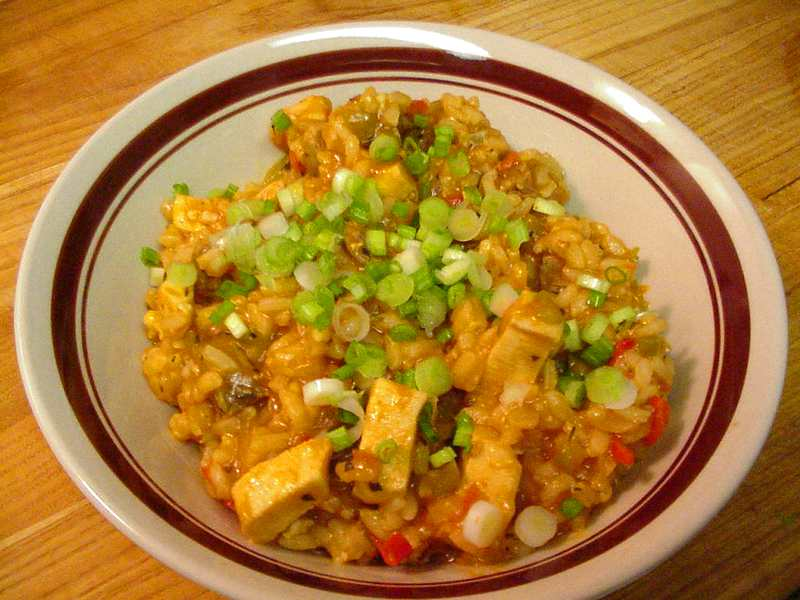
Jambalaya

Da die Cajun-Küche aus dem Mississippi-Delta stammt, das zu einem großen Teil aus Sumpfgebiet besteht und nah am Meer liegt, sind Flusskrebse (Crawfish), Wels (Catfish), Umberfische (Redfish), Garnelen, Austern, aber auch Froschschenkel und Alligatoren beliebte Zutaten, ebenso wie alle Arten von Geflügel sowie Schweinefleisch.
Gemüsepaprika, Zwiebeln und Staudensellerie werden als die „Heilige Dreifaltigkeit“ (Holy Trinity) der Cajun-Küche bezeichnet und bilden in Würfel geschnitten und in Fett angeschmort die Grundlage für typische Gerichte wie Gumbo, Jambalaya oder Dirty Rice. Neben den oben genannten sind weitere beliebte Gemüsesorten Süßkartoffeln, Tomaten und vielerlei Arten von Bohnen. Eine wichtige Rolle spielen auch Brühen (Stocks) und Bratensauce (Gravy), und typisch für die Cajun-Küche ist das starke Anbraten von verschiedenen Zutaten wie Fisch und Geflügel, die dann als „Blackened“ bezeichnet werden.
Grundlage vieler Gerichte ist Roux, eine Mehlschwitze, die in der Cajun-Küche typischerweise mit reichlich Pflanzenöl oder Schweineschmalz zubereitet, meist nussbraun gerührt wird und nicht nur als Bindemittel für Saucen und Suppen wie Gumbo, sondern vor allem als Aromageber verwendet wird.
Für Desserts finden oft die in den Südstaaten der USA heimische Pekannuss und brauner Zucker bzw. Zuckerrohrsirup Verwendung.

## Typische Gerichte
- Andouille, eine pikante, kräftig geräucherte Schweinswurst
- Bisque, eine dicke cremige Suppe, oft mit Meeresfrüchten, beispielsweise Hummercremesuppe oder Crawfish Bisque
- Boudin blanc, eine würzige Grützwurst, und Boudin rouge, die mit Schweineblut angereichert wird
- Calas, süße Reiskuchen
- Crawfish étouffée, ein Ragout aus Flusskrebsen, serviert mit Reis
- Crawfish pie, eine Pastete aus Flusskrebsen
- Dirty Rice
- Grillades, dünne Wurstscheiben mit Tomatensoße
- Gumbo
- Jambalaya
- Maque Choux, ein deftige Beilage aus Mais
- Pecan Pralines, die im Gegensatz zu europäischen Pralinen aus karamellisiertem braunen Zucker und Sahne hergestellt werden
- Southern Fried Catfish, frittierter Wels
- Tasso, ein Schweineschinken, der hauptsächlich zum Würzen verwendet wird